# Mike Gambrill
Michael John Gambrill, detto Mike (Brighton, 23 agosto 1935 – Kingston upon Thames, 8 gennaio 2011), è stato un pistard britannico.

## Palmarès

### Olimpiadi
- 1 medaglia:
  - 1 bronzo (Melbourne 1956 nell'inseguimento a squadre)